# King William, Virginia
King William eller King William Courthouse är administrativ huvudort i King William County i Virginia. Vid 2010 års folkräkning hade King William 252 invånare. King William har varit huvudort i countyt sedan 1702 och domstolsbyggnaden byggdes 1725–1726.